# Casanna
Die Casanna ist ein 2557 m ü. M. hoher Berg in den Plessuralpen.

## Lage
Die Casanna bildet die natürliche Grenze zwischen dem oberen Prättigau und der Landschaft Davos. Auf ihrem Gipfel verläuft die Grenze der Gemeinden Klosters-Serneus und Davos. Sie befindet sich nordöstlich des Casannapasses und westlich des Gotschnagrates. Unmittelbar unter ihm befindet sich die Casanna-Alp.

## Galerie

Casanna, historisches Luftbild von Werner Friedli (1950)
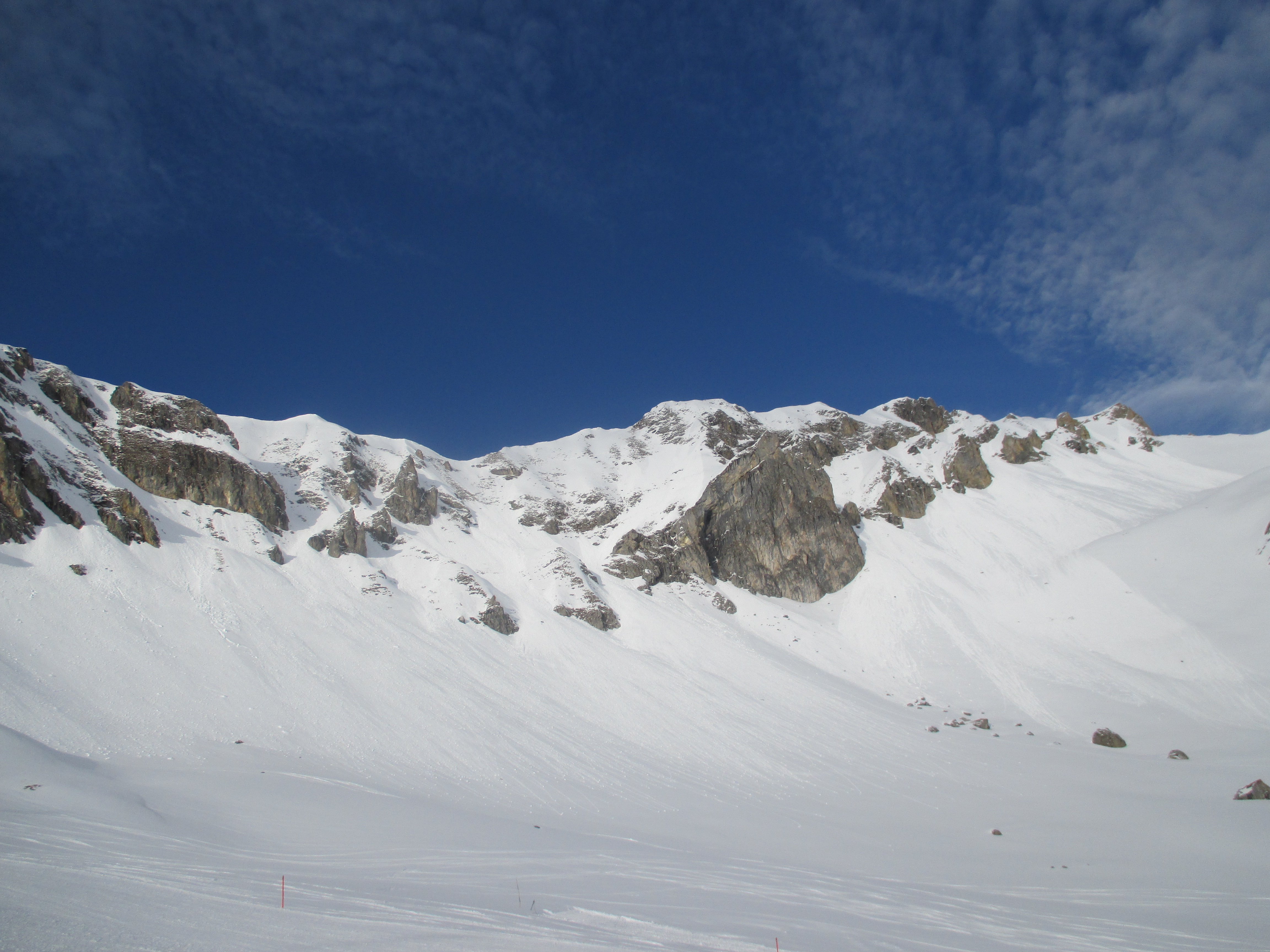
Casanna vom Seetäli aus gesehen.